# Saint-Flovier
Saint-Flovier – miejscowość i gmina we Francji, w Regionie Centralnym, w departamencie Indre i Loara.
Według danych na rok 1990 gminę zamieszkiwało 636 osób, a gęstość zaludnienia wynosiła 22 osoby/km² (wśród 1842 gmin Regionu Centralnego Saint-Flovier plasuje się na 581. miejscu pod względem liczby ludności, natomiast pod względem powierzchni na miejscu 363.).